# Hôtel de Beauvais
L'Hôtel de Beauvais è un hôtel particulier, una specie di grande casa a schiera in Francia, al 68 rue Francois-Miron, IV arrondissement, a Parigi. Fino al 1865 rue Francois-Miron faceva parte della storica rue Saint Antoine e come tale faceva parte del percorso cerimoniale verso Parigi da est. L'hotel venne costruito dall'architetto reale Antoine Le Pautre per Catherine Beauvais nel 1657. È un esempio di eclettica architettura barocca francese.

## Storia

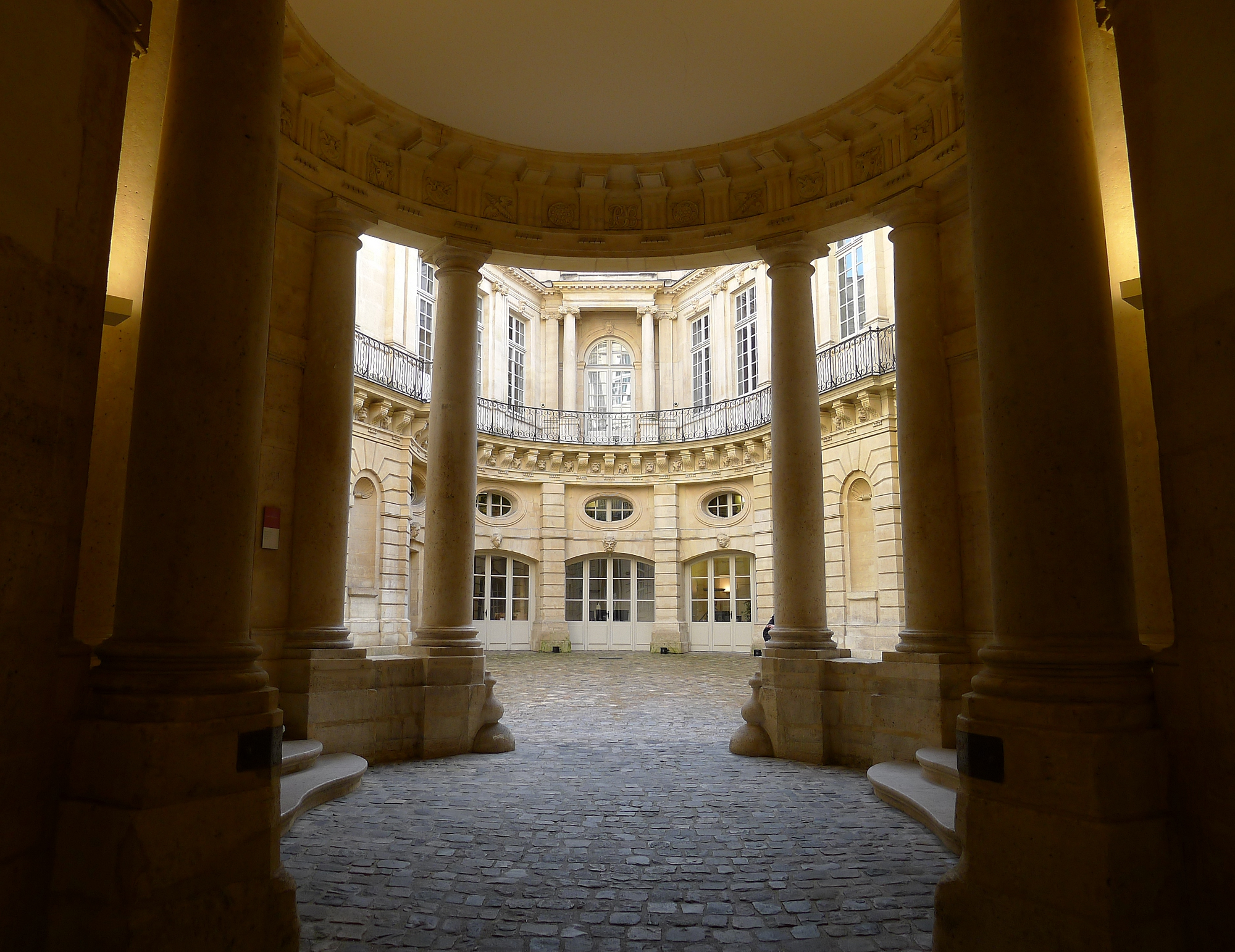
Vista dal vestibolo della rotonda nel cortile

Catherine Beauvais fu la prima dama d'onore di Anna d'Austria e si diceva che avesse fornito a Luigi XIV la sua prima esperienza eterosessuale. Favorita dalla regina reggente, Catherine Beauvais ricevette in dono denaro e in seguito costosi materiali da costruzione che erano stati destinati ad essere utilizzati nell'estensione della Cour Carrée del Palazzo del Louvre. L'Hotel Beauvais venne costruito in parte su un terreno che era appartenuto ai monaci cistercensi nel XIII secolo. Tutto ciò che rimane della loro sede di città è la cantina a volta che è stata conservata nel seminterrato dell'edificio del XVII secolo.

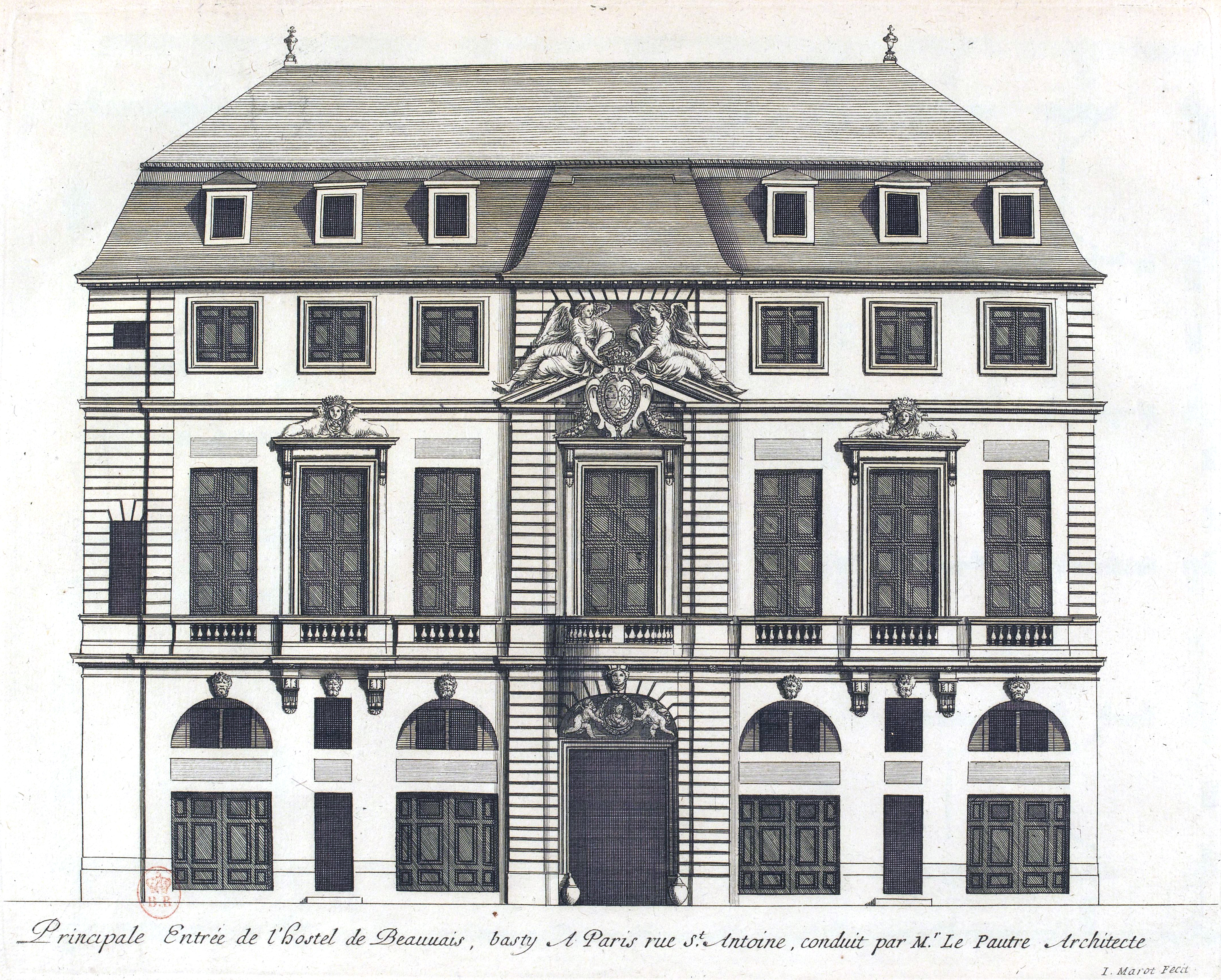
Incisione dell'hôtel de Beauvais da L'Architecture française di Jean Marot

Il 26 agosto 1660, il re Luigi XIV e la sua nuova moglie Maria-Teresa fecero il loro ingresso trionfale a Parigi, fermandosi all'Hotel de Beauvais per salutare la padrona di casa, che si trovava sul balcone sporgente che dava sulla strada. Nel 1763 l'hotel entrò in possesso dell'ambasciatore bavarese, che ricevette quell'anno la visita del signor Leopold Mozart, di sua moglie e dei figli, tra cui Wolfgang, di sette anni. Durante la Rivoluzione francese l'edificio fu requisito dallo Stato e venduto a un privato. Nel 1800 l'edificio fu suddiviso in 40 appartamenti. L'edificio è stato notevolmente modificato e alcune parti sono danneggiate o demolite. Venne anche aggiunto un piano extra, tra il primo e il secondo piano, per creare spazio extra in affitto. Nel 1918, l'edificio fu danneggiato durante i bombardamenti. Fino al 1987 l'Hotel ha ospitato una serie di inquilini tra cui una scuola e, tra il 1941 e il 1972, una clinica di maternità privata.
Nel 1926 l'Hôtel de Beauvais venne, in parte, classificato come monumento storico per il suo ingresso principale, lo scalone d'onore e la facciata che dà sul cortile centrale. L'intero edificio non è stato elencato fino al 1966. All'inizio del XX secolo, l'edificio era in pericolo di demolizione nell'ambito di un tentativo di riqualificare le aree povere e insalubri della città. Particolarmente presi di mira furono Le Marais e le aree intorno a quello che oggi è il Centro Pompidou. Tuttavia, grazie agli sforzi del ministro della Cultura André Malraux e degli attivisti del patrimonio, gran parte del Marais venne lentamente restaurata durante la fine del XX secolo anziché demolita. Tra il 1967 e il 1970 la cantina medievale è stata ripulita e restaurata dall'associazione Paris Historique. Il restauro dell'edificio è stato completato nel 2003, e oggi ospita la corte d'appello amministrativa di Parigi ed è per lo più inaccessibile al pubblico se non in occasione delle udienze del tribunale. Tuttavia, le parti storiche dell'edificio possono essere visitate durante le Giornate europee del patrimonio. L'edificio può essere visitato anche una volta al mese sotto gli auspici di Paris Historique. Il cortile è stato utilizzato come teatro, in particolare durante il Festival du Marais.

## Architettura
La facciata dell'Hôtel de Beauvais è in stile barocco francese, comune agli hôtels particuliers. La rigorosa simmetria viene creata utilizzando finte pareti e finestre. La facciata utilizza fasce verticali di pietra bugnata e modanature orizzontali, invece di ordini, per definire le linee principali.

### Nuovi elementi e precedenti
L'edificio contiene diversi elementi inattesi per un hôtel particulier. I negozi pubblici si trovano lungo il piano terra, cosa che potrebbe essere una continuazione di un'antica tradizione romana. Le finestre del mezzanino, non comuni a Parigi, potrebbero essere state un ritorno all'Alto Rinascimento di Roma. Nel progetto erano previsti diversi percorsi di circolazione per servi e nobili. Molti dettagli insoliti della pianta: il corps de logis posto lungo la strada con la corte d'onore alle spalle, il vestibolo circolare, il passaggio ad angolo dalla corte alla rue de Jouy, la fine semicircolare della corte, e la scala nel retro sinistro della corte, erano il risultato dell'utilizzo da parte di Le Pautre delle fondamenta delle tre case medievali che originariamente occupavano il lotto.

### Ricezione critica
Il maggiore trionfo di Le Pautre fu nel trattamento del sito irregolare e nella creazione di una facciata simmetrica. Gli storici dell'architettura lodano l'edificio anche per la sua influenza sul piano libero ; visto nella corte d'onore centrale, creata dall'articolazione del pochè e da un'ambivalenza verso lo spazio solido.

Piante
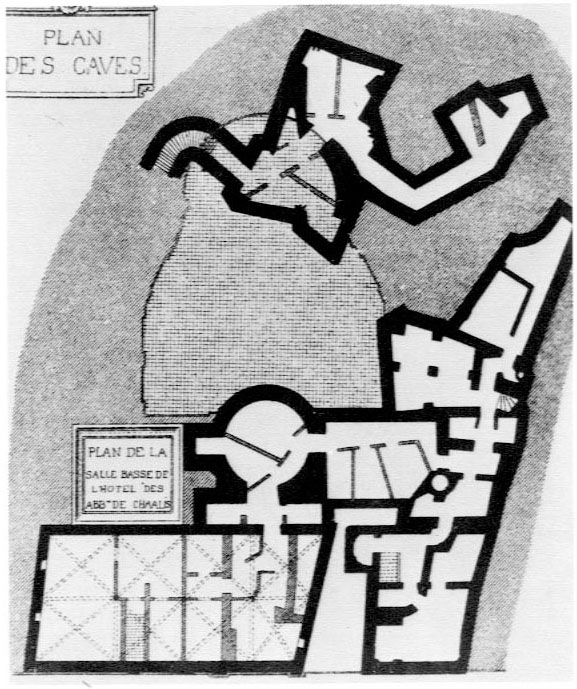
Fondamenti dell'originario edificio medievale con la sagoma della corte d'onore completata.
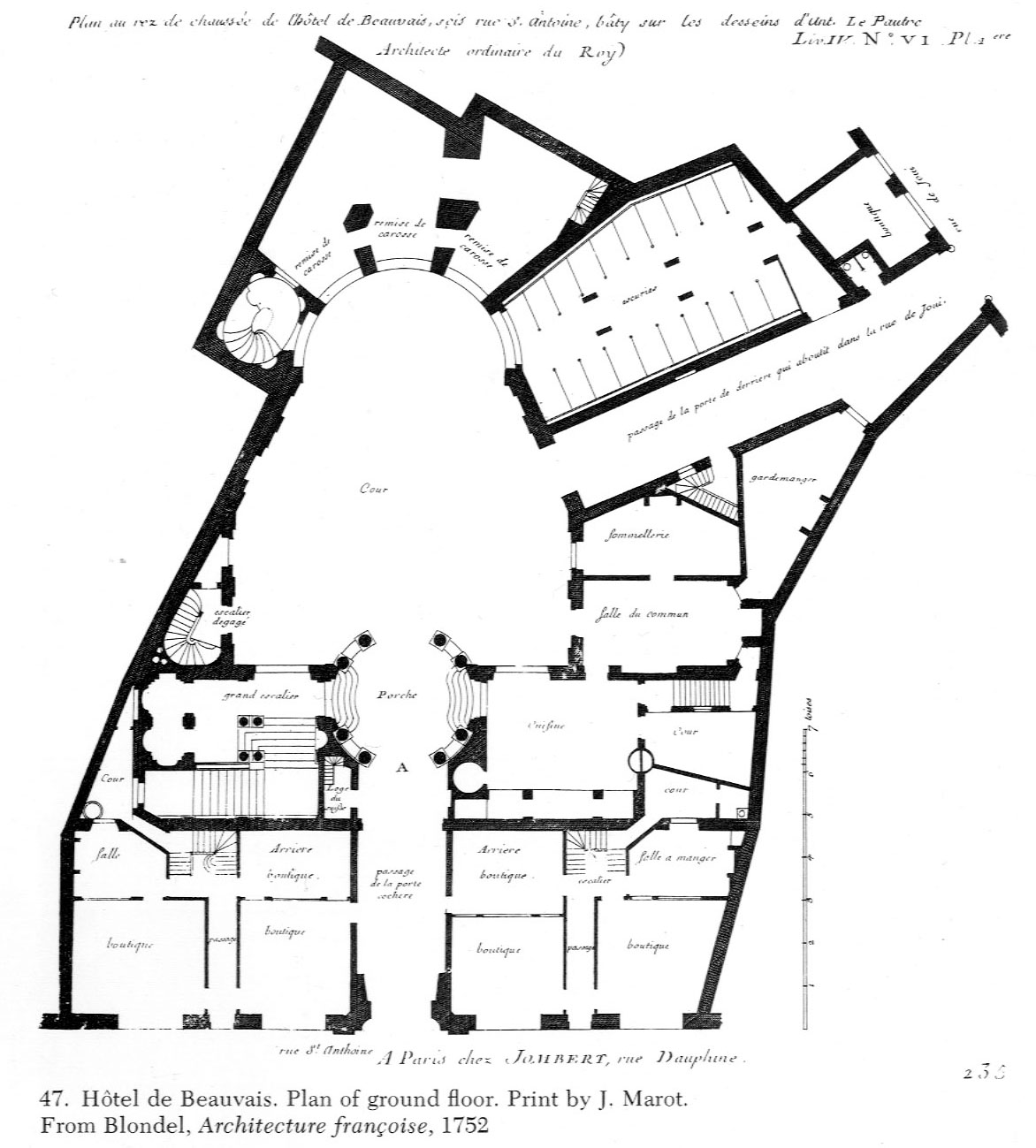
Piano terra
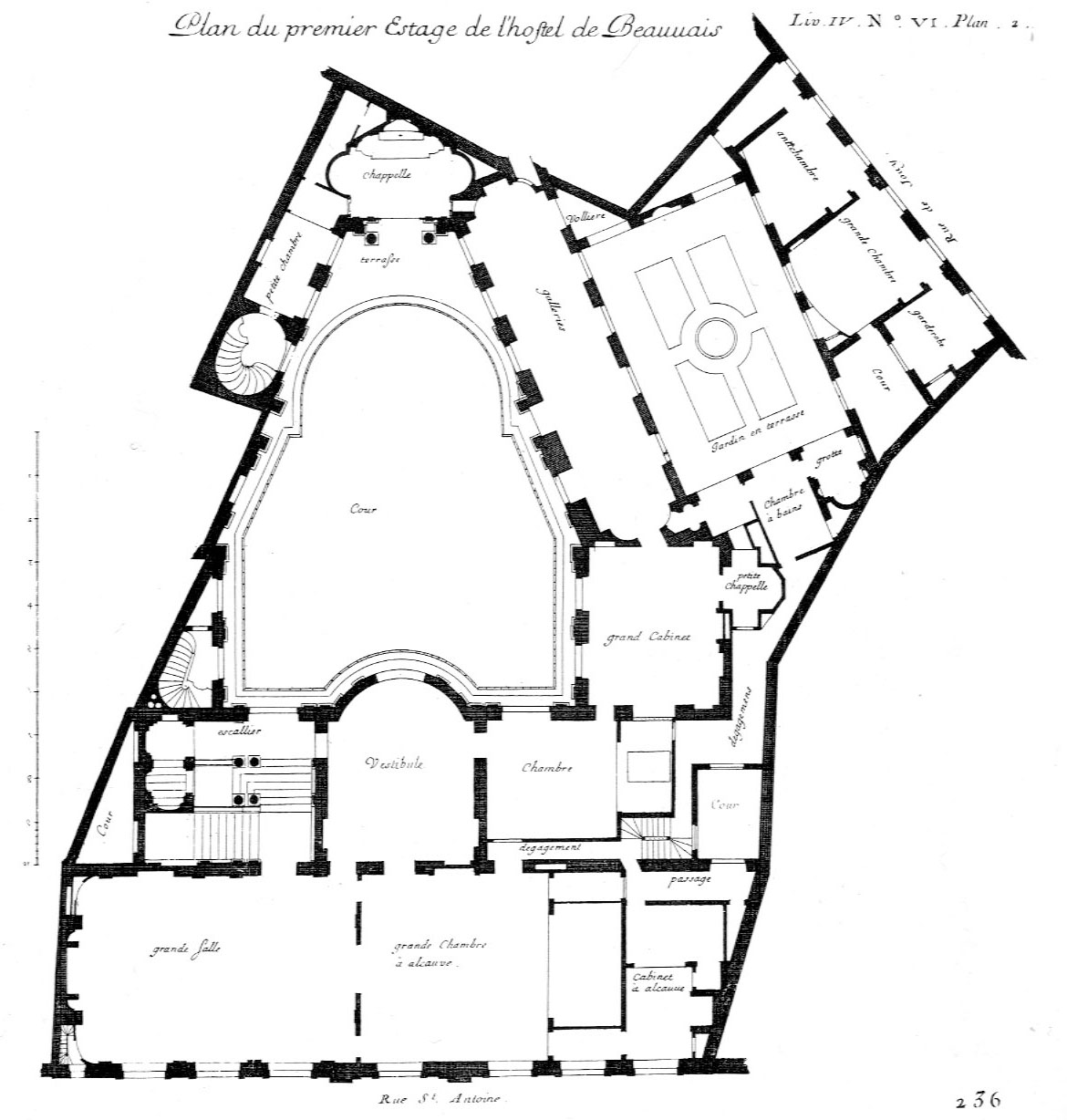
Primo piano

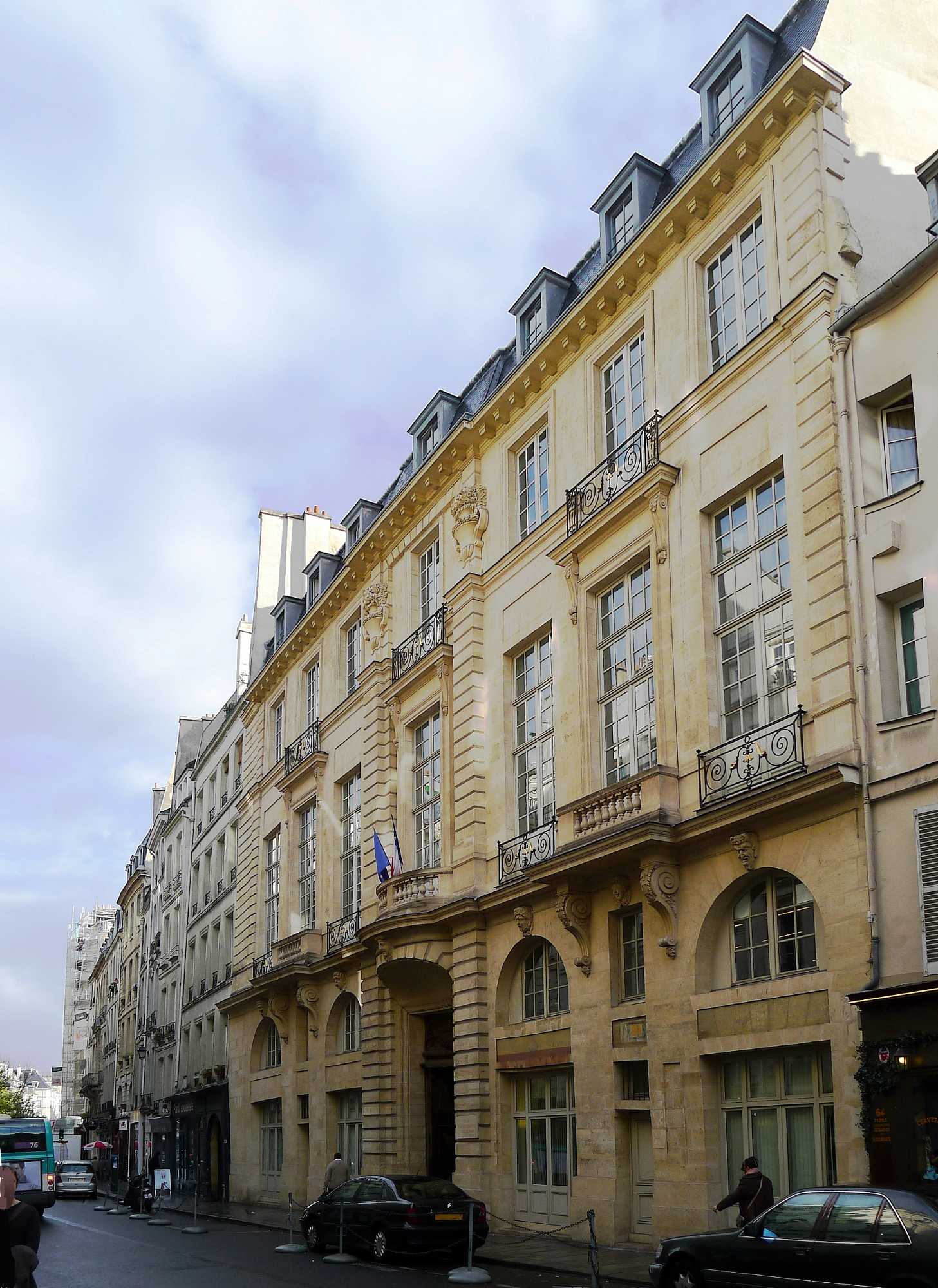
La facciata su rue Saint-Antoine
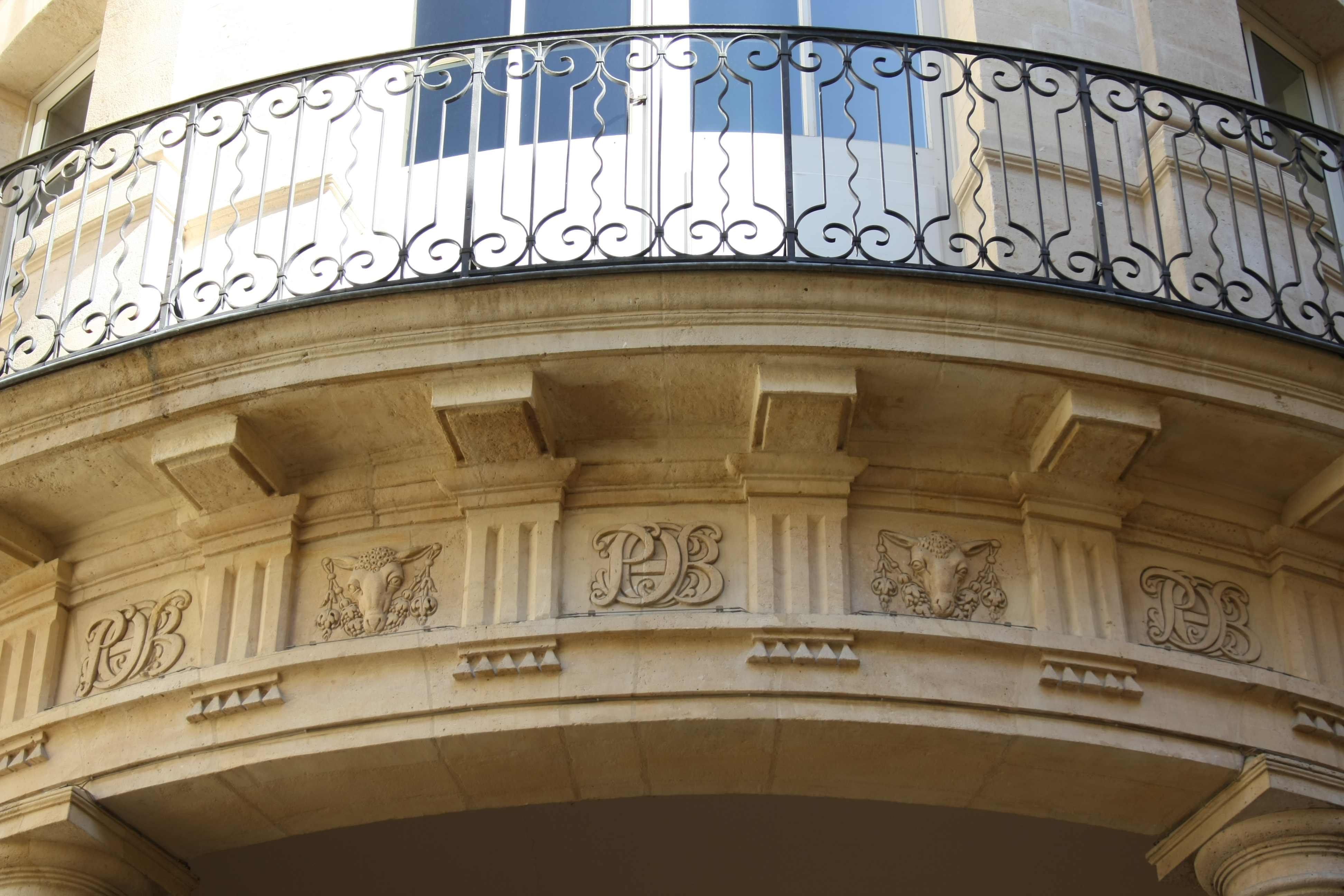
Il balcone del cortile con il monogramma PCHB, che sta per Pierre, Catherine-Henriette, Beauvais
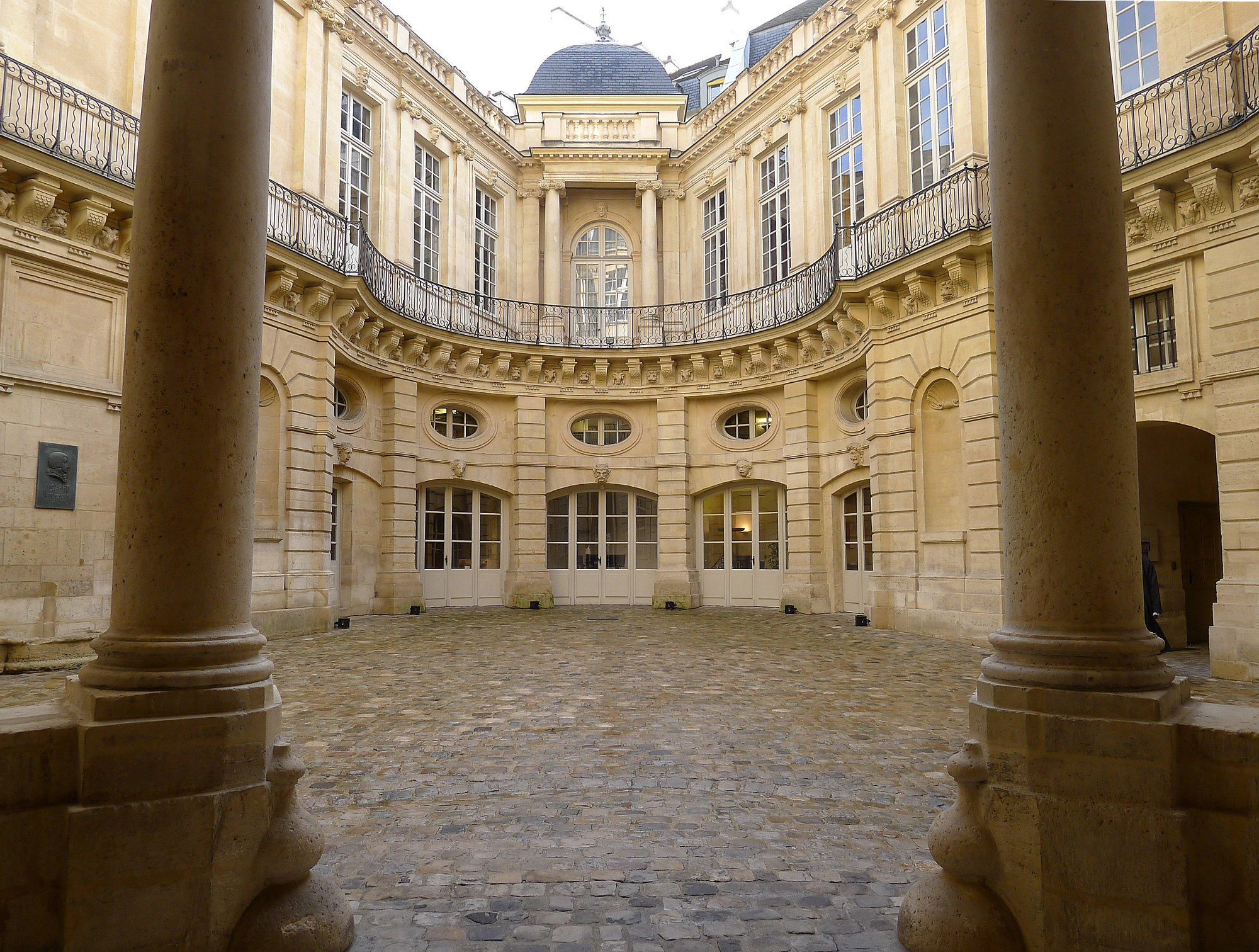
Il cortile ovale
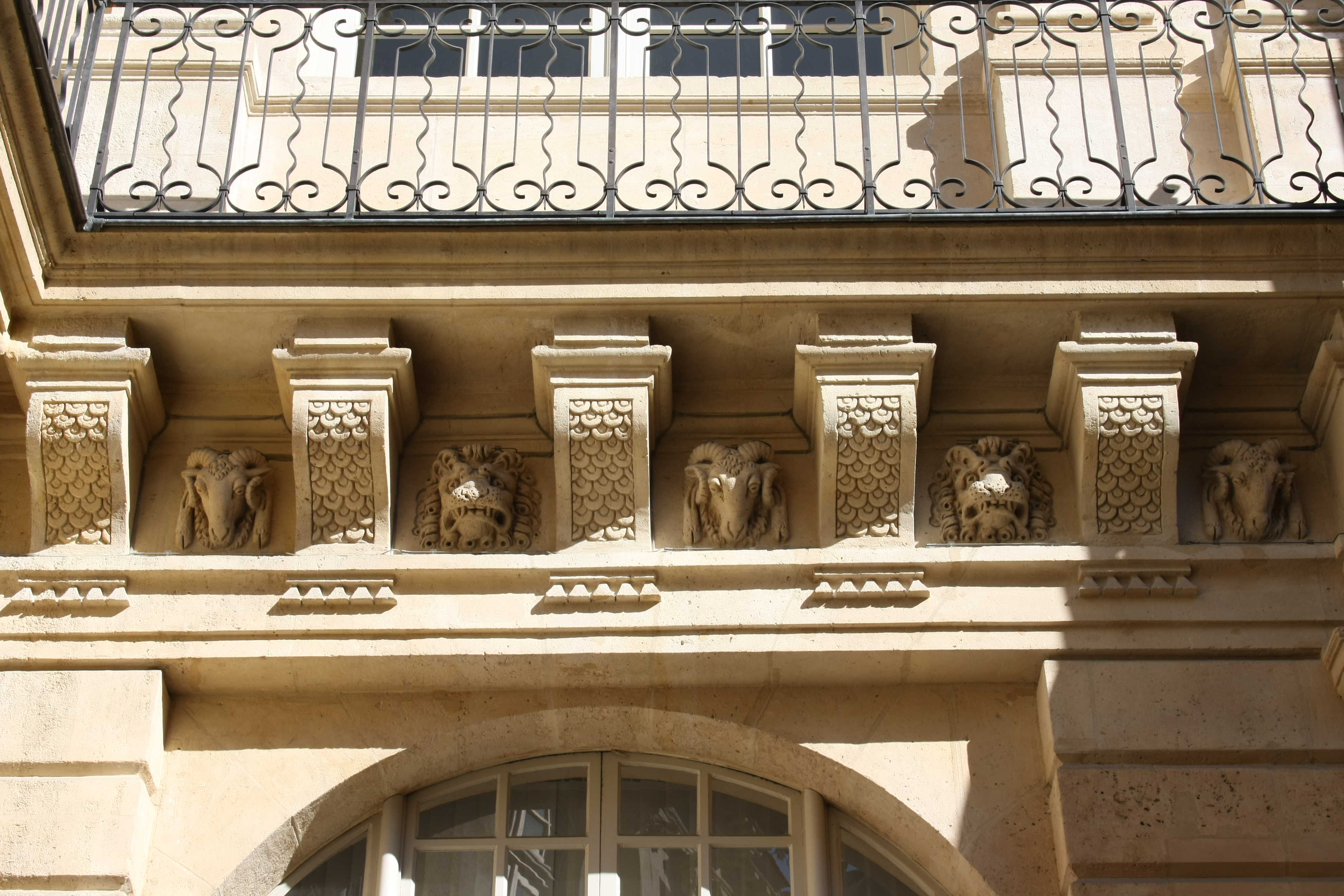
Il balcone del cortile
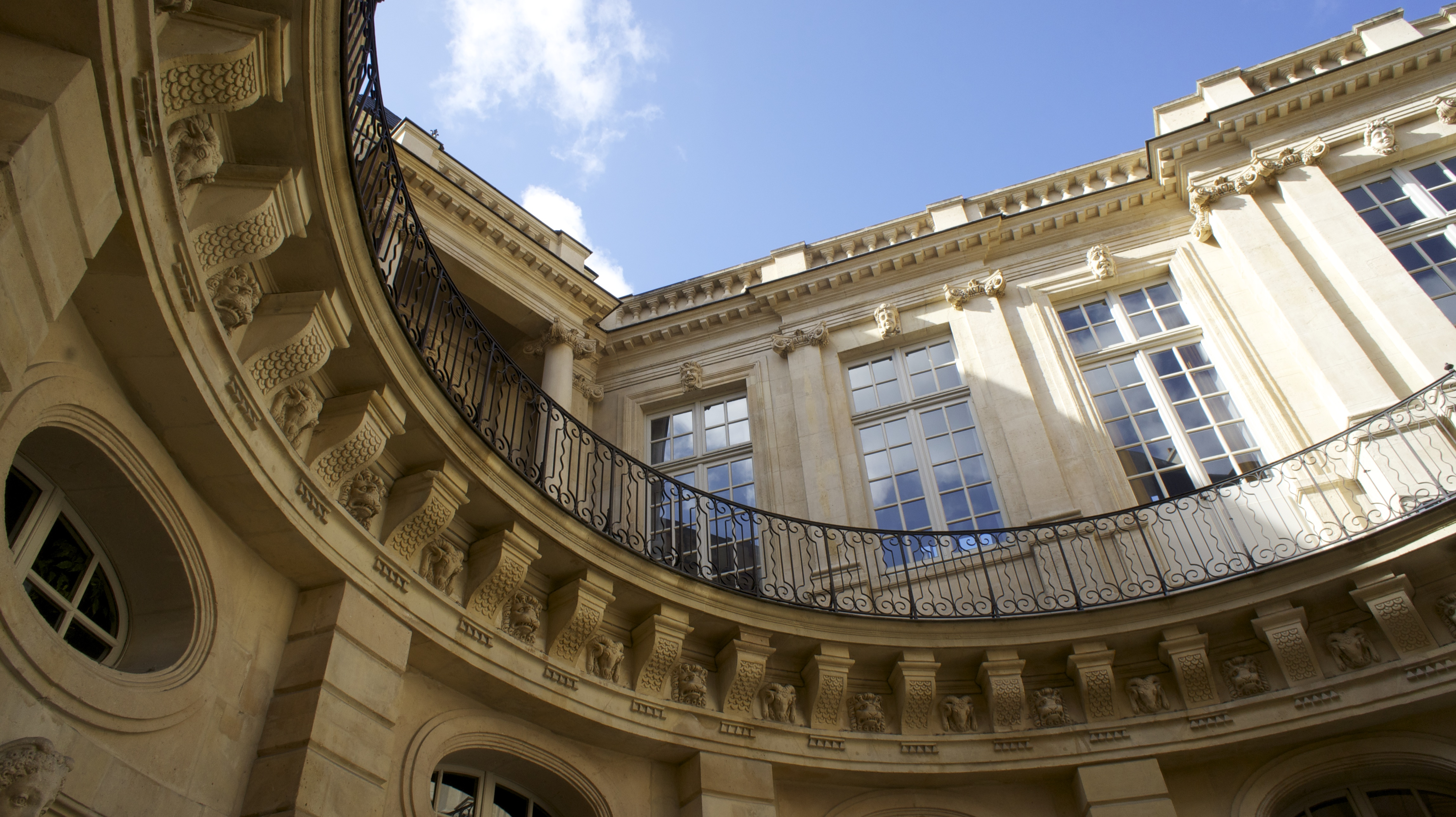
Particolare del cortile
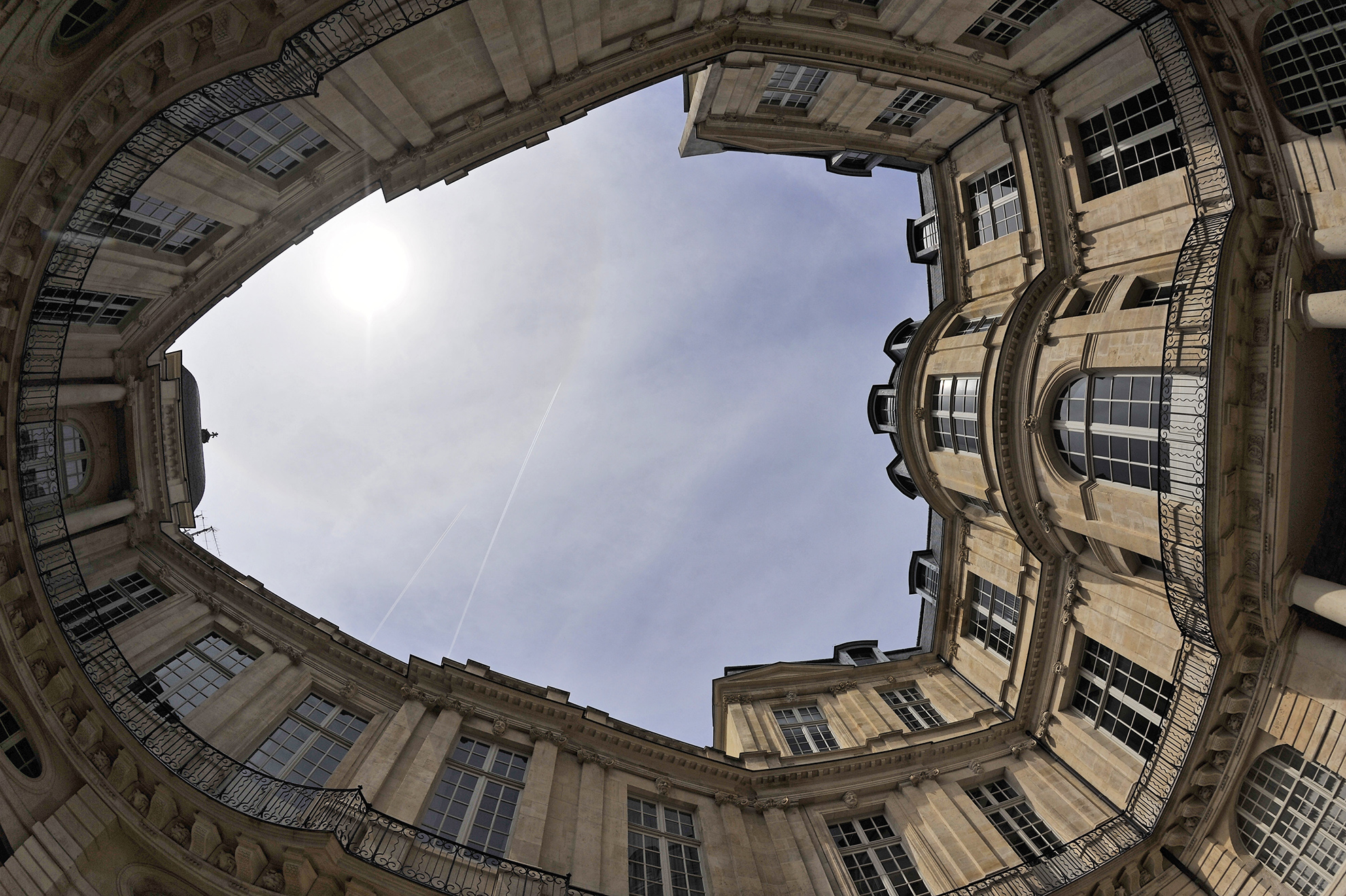
Veduta generale del cortile, che mostra la sua insolita forma ovale